# والتر كروس
والتر روبرت غروس (بالإنجليزية : Walter Robert Gross) ولد يوم 20 آب أغسطس 1903، وتوفي يوم 9 حزيران يونيو 1974. هو عالم ألماني في علم الحفريات. خلال حياته المهنية أجرى جروس دراسات مهمة عن أسماك ما قبل التاريخ.